# 李少言
李少言（1918年—2002年），山东临沂人，中国版画家，中国美术家协会原副主席、顾问，第三、四、五、六、七届全国人大代表。